# Pseudechinolaena tenuis
Pseudechinolaena tenuis är en gräsart som beskrevs av Jean Marie Bosser. Pseudechinolaena tenuis ingår i släktet Pseudechinolaena och familjen gräs. Inga underarter finns listade i Catalogue of Life.